# Fanor Amapo
Fanor Amapo Yubanera (Trinidad, Bolivia; 18 de mayo de 1973) es un sindicalista y político boliviano. Fue el gobernador del Departamento del Beni desde el 14 de noviembre de 2019 hasta su renuncia y posterior destitución el 12 de julio de 2020, durante el gobierno de la presidente Jeanine Añez.